# Quelqu'un comme toi
 (janvier 2022).
Albums de Taxi Girl
Seppuku
(1982) 84-86
(1989)
Singles
1. Quelqu'un comme toi / De l'autre côté
Sortie : 1983

Quelqu'un comme toi est un mini-album du groupe français Taxi Girl paru fin 1983. 
Il est réédité en album en 1989 sous le nom de Suite et fin ? accompagné d'inédits. Ces deux éditions ne sont plus en ventes aujourd'hui et l'album de 1989 est devenu collector avec le temps.

## Historique
Après l'échec relatif de l'album Seppuku, Taxi Girl en tournée voit sa vie de groupe perturbée par le conflit de plus en plus présent entre Laurent Sinclair et Mirwais Stass. En effet, Mirwais s'intéresse de plus en plus à l'écriture et aux techniques d'enregistrements, mais est complètement sous-estimé par son compère. Ainsi, après le dernier concert de la tournée où Mirwais a joué dos au public, Laurent est renvoyé du groupe en avril 1983. Le groupe ne comporte désormais plus qu'un duo composé de Mirwais et de Daniel Darc.
À la suite de cela, la confiance avec la maison de disque Virgin est rompue, cette dernière préférant miser sur de nouveaux artistes en vogue comme Étienne Daho. Pourtant, elle autorise le groupe à enregistrer de nouvelles chansons sans prise de risque avec un budget limité. Ainsi, le duo enregistre six titres en quatre jours. Seule la chanson De nouveaux rêves ne sera pas gardée pour l'EP (sauf sur l'édition cassette).
L'EP sort au second semestre de 1983, ce qui est une surprise pour l'opinion publique qui ne pensait pas que le groupe allait continuer en duo. Malheureusement, c'est un échec commercial car l'EP n'arrive qu'aux portes du Top 50, bien que les chansons soient bien accueillies par le public et la presse. Le duo met fin aux activités de son label Mankin.
En 1989, le contenu de l'EP est réédité dans la compilation Suite et fin ? accompagné des inédits extraits des sessions de Seppuku et de l’inédit De nouveaux rêves qui n'avait pas été gardée pour l'EP. 

## Liste des titres
1. Quelqu'un comme toi (3:55)
2. De l'autre côté (4:20)
3. Cette fille est une erreur (3:40)
4. Plus je sais plus j'oublie (4:40)
5. Monna (5:05)

## Suite et fin?
En 1989, le label Fan Club réédite le contenu de l'EP agrémenté d'inédits extraits de sessions de Seppuku principalement dans un nouvel album intitulé Suite et fin ? L'album porte mal son nom étant donné qu'un autre album inédit Quelque part dans Paris est sorti juste après, tandis que la pochette est erroné puisque Laurent Sinclair est présent dessus alors qu'il ne faisait plus partie du groupe. Voici la nouvelle liste des titres (les titres 11 à 15 sont des chansons bonus parues sur la version CD en 1990) : 
1. Quelqu'un comme toi (4:20)
2. De l'autre côté (4:35)
3. Cette fille est une erreur (3:40)
4. Plus je sais plus j'oublie (4:40)
5. Monna (5:00)
6. Find the Boy (Version anglaise de Cherchez le garçon paru dans la version anglaise de l'album Seppuku) (3:30)
7. Devant le miroir (inédit extrait des sessions de Seppuku) (7:00)
8. Like A Rolling Stone (inédit extrait des sessions de Seppuku) (5:40)
9. Des nouveaux rêves (inédit extrait des sessions de Quelqu'un comme toi) (4:54)
10. Élégie (face B du single Les armées de la nuit) (3:47)
11. John Doe 85 (version anglaise parue dans la version anglaise de Seppuku) (4:56)
12. The Damned (version anglaise de Les damnés parue dans la version anglaise de Seppuku) (4:52)
13. Thirteen Section (version anglaise de Treizième section parue dans la version anglaise de Seppuku) (5:54)
14. N'importe quel soir (version démo extrait des sessions de Chercher le garçon) (3:05)
15. Mannekin (version démo) (4:00)